# Dika Toua
Dika Loa Toua (* 23. Juni 1984 in Port Moresby) ist eine Gewichtheberin aus Papua-Neuguinea.

## Karriere
Dika Toua nahm an den Olympischen Sommerspielen 2008 teil, wobei sie den siebten Rang in der Kategorie bis 53 kg mit einer Gesamtleistung von 184 kg erringen konnte. Sie nahm auch an den Olympischen Sommerspielen 2000 und Olympischen Sommerspielen 2004 teil, 2004 war sie Fahnenträgerin ihres Landes und belegte den sechsten Rang mit 177,5 kg. Dika Toua gewann zwei Goldmedaillen bei den Ozeanienmeisterschaften 2007 und 2008 mit 190 kg.
Toua qualifizierte sich für Papua-Neuguinea im 53-kg-Event der Frauen bei den Olympischen Sommerspielen 2008 in Peking. Dort belegte sie mit einer Gesamtleistung von 184 kg den 7. Platz, was ihre höchste persönliche Leistung bei allen Olympischen Spielen war, an denen sie bisher teilgenommen hat.
Zum vierten Mal in Folge vertrat sie Papua-Neuguinea bei den Olympischen Sommerspielen 2012 in London. Mit einem Gesamtgewicht von 174 kg belegte die erfahrene Gewichtheberin den 12. Platz, nachdem Zulfiya Chinshanlo aus Kasachstan und Cristina Iovu aus Moldawien disqualifiziert wurden.
Sie trat für Papua-Neuguinea zum fünften Mal an den olympischen Sommerspielen 2020 an.